# موز زايفوي
موز زايفوي (الاسم العلمي: Musa zaifui)، نوع نبات من فصيلة الموزية موطنه الأصلي الصين المعتدلة (مقاطعة يونان)